# صالح‌آباد حصارشالپوش
صالح‌آباد حصارشالپوش، روستایی از توابع بخش مرکزی شهرستان ملارد در استان تهران ایران است.

## جمعیت
این روستا در دهستان ملارد جنوبی قرار دارد و براساس سرشماری مرکز آمار ایران در سال ۱۳۹۵، جمعیت بیش از ۴۲۳ نفر (۱۱۶ خانوار) بوده‌است.